# Ngie (arrondissement)
Pour les articles homonymes, voir Ngie.
Ngie est un arrondissement du Cameroun situé dans la région du Nord-Ouest et le département de la Momo.

## Organisation territoriale
Encore appelé Andek-Ngie ou Andek, l'arrondissement est composé de 19 localités suivantes,:
- Abebung
- Abechia
- Ajei
- Akuwu
- Angai
- Angong
- Azem
- Bassic
- Bonambufei
- Bonatu
- Ebang
- Echia
- Essaw
- Etoh
- Etwii
- Ngie Town
- Nkon
- Teze
- Tinechung

On y parle le ngie, une langue bantoïde des Grassfields.